# At the Gates
At the Gates är ett death metal-band från Göteborg. At the Gates har haft stor betydelse för utvecklingen av svensk death metal. De är föregångare och stilbildare för det som inom death metal senare har kommit att kallas för The Gothenburg sound, eller på svenska "göteborgsdöds", inom vilka band som In Flames, Dark Tranquillity med flera kategoriseras. At the Gates bildades 1990 ifrån det då nedlagda bandet Grotesque. Bandets största framgång är albumet Slaughter of the Soul från 1995.
Bandet har inspirerat en mängd nya amerikanska band, som Black Dahlia Murder, men även band som till det yttre påminner mest om punkband som Darkest Hour.
En återförening skedde sommaren 2008 med spelningar på diverse festivaler, bland annat Wacken Open Air.
Comebackskivan At War with Reality släpptes 2014 - 19 år efter Slaughter of the Soul.

## Historia
At the Gates bildades i Göteborg 1990 av de tidigare medlemmarna i det nedlagda death metal-bandet Grotesque, gitarristen Alf Svensson och sångaren Tomas Lindberg. Tillsammans med tvillingbröderna Anders Björler, gitarr, och Jonas Björler, bas, samt trummisen Adrian Erlandsson spelade de in At the Gates första demo, EP:n Gardens of Grief som även utgavs på Dolores Records som en mini-LP 1991. Låten At the Gates dedikerades till den då nyligen bortgångne Mayhem-sångaren Dead (Per Yngve Ohlin). EP:n gavs ut på CD av Black Sun Records 1995 och återigen 2004, denna gång av Blackened Records.
Det första fullängdsalbumet, The Red In The Sky Is Ours, gavs ut 27 juli 1992 av Deaf Records. Gästartist på plattan är Jesper Jarold på violin. Skivan återutgavs även senare som ett dubbelalbum tillsammans med bandets andra fullängdsalbum, samt med låten "City of Screaming Statues" som ett tionde bonusspår. På den japanska utgåvan tillkom dessutom två livespår, "All Life Ends" och "Kingdom Gone". En ytterligare utgåva, från 2001, anger felaktigt Tony Andersson som basist i stället för Jonas Björler. Efter albumdebuten turnerade At the Gates i Europa tillsammans med det brittiska doom metal-bandet My Dying Bride, innan de åter gick in i studion för att spela in ett andra album.
Det andra fulländsalbumet, With Fear I Kiss the Burning Darkness, gavs ut av Deaf Records 7 maj 1993. Utöver de ordinarie musikerna medverkar även Matti Kärki från Dismember med bakgrundssång. En cover av Dischargeds "The Nightmare Continues" avslutar låtlistan som ett dolt spår en minut efter tionde låten. Albumet producerades av Tomas Skogsberg. Bandet uppträdde på Nottingham's Rock City med Anathema och My Dying Bride innan de i januari 1994 turnerade med Anathema och med Cradle of Filth som förband.
EP:n Gardens of Grief släpptes av Peaceville Records i april 1994 och innehåller låtarna "Souls of the Evil Departed" och "All Life Ends" från 1991 års demon med samma namn. I juli samma år kom bandets tredje fullängdare, betitlad Terminal Spirit Disease. Alf Svensson hade nu lämnat bandet och Martin Larsson är ny gitarrist på albumet. Producent för albumet var Fredrik Nordström. Dessutom medverkar Peter Andersson på cello och Ylva Wahlstedt på violin. Bandet turnerade åter med Anathema och My Dying Bride samt det svenska bandet Séance. Samma år uppstod ett nytt men kortlivat band vid namn Terror, ett samarbete mellan Anders och Jonas Björler, Adrian Erlansson samt Jon Nödtveidt, även i Dissection. Terror släppte endast en demo innan gruppen splittrades.
At the Gates nästa studioalbum blev Slaughter of the Soul som utgavs 1996. Bandet hade nu bytt skivbolag till Earache Records men producent var även denna gång Fredrik Nordström. Gitarristen Andy La Rocque (Anders Allhage) från King Diamond gästspelar på spåret "Cold". Slaughter of the Soul räknas som ett av de klassiska albumen inom death metal-genren och har kallats det mest inflytelserika melodisk death metal-albumet någonsin.
Trots att Slaughter of the Soul blev At the Gates största framgång, även kommersiellt, valde bandet att lägga ned året därpå. Fem år senare, i juni 2001, gav Peaceville Records ut ett samlingsalbum kallat Suicidal Final Art  och sommaren 2008 genomförde At the Gates en bejublad återföreningsturné. Den 21 januari 2014 lades en svartvit, kort video upp från bandet med bara texten "2014" vilket fansen reagerade starkt på. Sex dagar senare meddelades det att de signat med "Century Media Records" samt att de skulle börja spela in ett nytt album i juni/juli, med förväntat släpp i oktober/november samma år. 
Den 24 oktober 2014, 19 år efter Slaughter of the Soul, släppte At The Gates sitt femte studioalbum At War With Reality. Låten "At War With Reality" lades upp på Youtube innan själva albumet var släppt, samt musikvideon till "Death And The Labyrinth". At The Gates avslutade sitt turnerande för skivan i augusti 2016. Sångaren Tomas Lindberg har i diverse intervjuer gett kryptiska svar angående en eventuell uppföljare till At War with Reality.
Den 8 mars 2017 annonserades att Anders Björler lämnat At the Gates, och att bandet jobbade på en uppföljare till "At War With Reality" med en ny gitarrist. Bandet meddelade i januari 2018 att albumet To Drink From The Night Itself skulle ges ut 18 maj 2018.
Den 1 april 2021 meddelade bandet att deras sjunde fullängsskiva The Nightmare of Being skulle släppas 2 juli 2021.
Den 5 oktober 2022 annonserades det att Anders Björler hade kommit tillbaka till bandet.

## Medlemmar
Nuvarande medlemmar
- Tomas Lindberg – sång (1990–1996, 2007–2008, 2010– )
- Jonas Björler – basgitarr (1990–1992, 1992–1996, 2007–2008, 2010– )
- Anders Björler – gitarr (1990–1996, 2007–2008, 2010–2017, 2022- )
- Adrian Erlandsson – trummor (1990–1996, 2007–2008, 2010– )
- Martin Larsson – gitarr (1993–1996, 2007–2008, 2010– )

Tidigare medlemmar
- Alf Svensson – gitarr (1990–1993)

- Björn Mankner - basgitarr (1990)
- Cliff Lundberg – basgitarr (1992)
- Jonas Stålhammar - gitarr (2017-2022)

Turnerande medlemmar
- Jesper Jarold – violin (1991)
- Tony Andersson – basgitarr (1992)[15]
- Ola Englund – basgitarr (2019)
- Dirk Verbeuren – trummor (2019)

Gästmusiker (studio)
- Jesper Jarold – violin på The Red in the Sky Is Ours
- Matti Kärki (Dismember) – bakgrundssång på With Fear I Kiss the Burning Darkness
- Peter Andersson – cello på Terminal Spirit Disease
- Ylva Wahlstedt – violin på Terminal Spirit Disease
- Andy La Rocque – gitarr på Slaughter of the Soul
- Anton Reisenegger – berättare på At War with Reality

## Diskografi
Demo
- 1991 – Gardens of Grief

Studioalbum
- 1992 – The Red in the Sky Is Ours
- 1993 – With Fear I Kiss the Burning Darkness
- 1994 – Terminal Spirit Disease
- 1995 – Slaughter of the Soul
- 2014 – At War with Reality
- 2018 – To Drink From the Night Itself
- 2021 - The Nightmare of Being

Livealbum
- 2010 – Purgatory Unleashed - Live at Wacken 2008
- 2011 – Live in Krakow 1995

EP
- 1991 – Gardens of Grief (EP)

- 2019 – The Mirror Black
- 2019 – With the Pantheons Blind

Samlingsalbum
- 2001 – Suicidal Final Art
- 2010 – The Flames of the End (DVD-box)
- 2010 – Ultimate Collector's Box Set

Video
- 2010 - Under A Serpent Sun: The Story Of At The Gates (Documentary)
- 2011 – Purgatory Unleashed - Live at Wacken 2008 (DVD)

Annat
- 1996 – Cursed to Tour (delad album: At the Gates / Napalm Death)
- 2001 – Gardens of Grief / In the Embrace of Evil (delad album: At the Gates / Grotesque)
- 2006 – Maximum Metal (delad 4DVD-box: At the Gates / Morbid Angel / Deicide / Municipal Waste)
- 2014 – "Captor of Sin" / "Mandatory Suicide" (delad 7" vinyl: At the Gates / Decapitated)
- 2015 – "We Are Connected" / "Language of the Dead" (delad 7" vinyl: Voivod / At the Gates)